# Anklaget
Pour plus de détails, voir Fiche technique et Distribution.
Anklaget est un film danois, sorti en 2005.

## Fiche technique
- Titre : Anklaget
- Réalisation : Jacob Thuesen
- Scénario : Kim Fupz Aakeson
- Pays d'origine : Danemark
- Genre : drame
- Date de sortie : 2005

## Distribution
- Troels Lyby : Henrik
- Sofie Gråbøl : Nina
- Paw Henriksen : Pede
- Louise Mieritz : Pernille
- Søren Malling : Forsvarer
- Ditte Gråbøl : le procureur

## Distinctions
Le film a été nommé pour deux prix Bodil : meilleur acteur pour Troels Lyby et meilleure actrice pour Sofie Gråbøl.